# Censimento degli Stati Uniti d'America del 1860

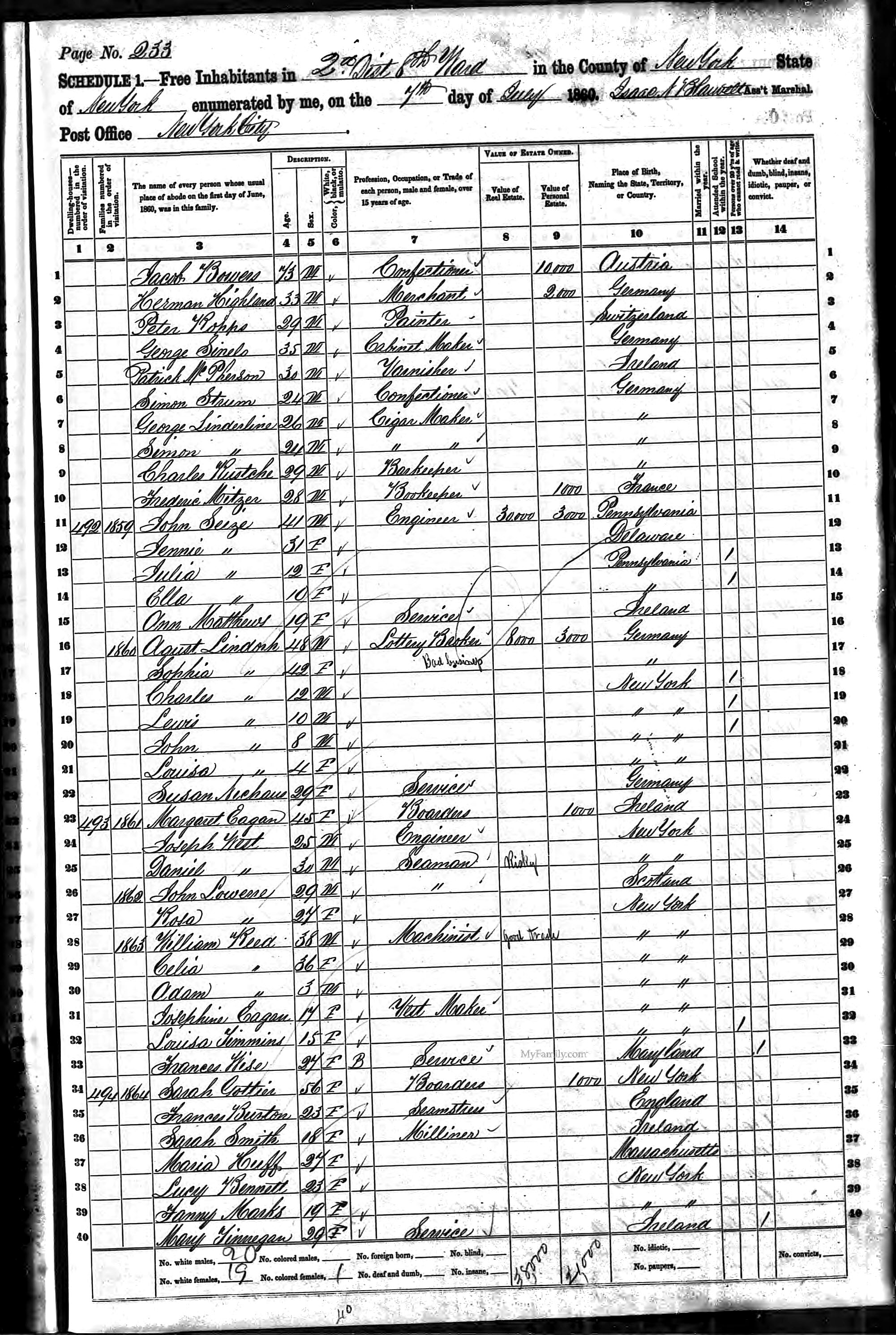
Modulo del censimento del 1860 dallo stato di New York

Il censimento degli Stati Uniti d'America del 1860 fu l'ottavo censimento degli Stati Uniti d'America, condotto dall'ufficio del censimento degli Stati Uniti d'America alla data del 1º giugno 1860. 
La popolazione totale degli Stati Uniti fu conteggiata in 31443321 unità nei 33 stati e 10 territori organizzati, con un incremento del 35,6% rispetto al 1850, quando gli abitanti erano 23191876. Nel conteggio della popolazione vennero inclusi anche 3953760 schiavi, che rappresentarono il 12,6% del totale.
Al momento della registrazione dei risultati del censimento del 1860, la nazione stava scivolando nella guerra civile americana, e di conseguenza il sovrintendente al censimento Joseph C. G. Kennedy ed il suo staff produssero solamente una versione abbreviata dei rapporti pubblici, senza rappresentazioni grafiche o cartografiche. Le statistiche permisero tuttavia alla squadra che lavorava sul censimento di produrre mappe cartografiche degli stati del Sud per i comandanti di campo dell'Unione; queste cartine mostravano dettagli di vitale importanza militare, inclusa la popolazione bianca, gli schiavi, i prodotti che predominavano l'agricoltura contea per contea, e le principali tratte ferroviarie postali.
Il censimento vide tornare Filadelfia come seconda città più popolosa degli Stati Uniti, dopo aver ceduto la posizione a Baltimora nel 1820, a causa dell'Act of Consilidation del 1854 che unificava diverse cittadine nei suoi dintorni, come Spring Garden, Northern Liberties e Kensington, nella città principale di Filadelfia. Filadelfia cedette la posizione di seconda città più popolosa a Chicago nel 1890.

## Popolazione di stati e territori
| Posizione | Stato                        | Popolazione libera | Popolazione di schiavi | Popolazione | Percentuale di schiavi |
| --------- | ---------------------------- | ------------------ | ---------------------- | ----------- | ---------------------- |
| 1         | New York                     | 3880735            | 0                      | 3880735     | —                      |
| 2         | Pennsylvania                 | 2906215            | 0                      | 2906215     | —                      |
| 3         | Ohio                         | 2339511            | 0                      | 2339511     | —                      |
| 4         | Illinois                     | 1711951            | 0                      | 1711951     | —                      |
| 5         | Virginia                     | 1105453            | 490865                 | 1596318     | 30,7%                  |
| 6         | Indiana                      | 1350428            | 0                      | 1350428     | —                      |
| 7         | Massachusetts                | 1231066            | 0                      | 1231066     | —                      |
| 8         | Missouri                     | 1067081            | 114931                 | 1182012     | 9,7%                   |
| 9         | Kentucky                     | 930201             | 225483                 | 1155684     | 19,5%                  |
| 10        | Tennessee                    | 834082             | 275719                 | 1109801     | 24,8%                  |
| 11        | Georgia                      | 595088             | 462198                 | 1057286     | 43,7%                  |
| 12        | Carolina del Nord            | 661563             | 331059                 | 992622      | 33,4%                  |
| 13        | Alabama                      | 529121             | 435080                 | 964201      | 45,1%                  |
| 14        | Mississippi                  | 354674             | 436631                 | 791305      | 55,2%                  |
| 15        | Wisconsin                    | 775881             | 0                      | 775881      | —                      |
| 16        | Michigan                     | 749113             | 0                      | 749113      | —                      |
| 17        | Louisiana                    | 376276             | 331726                 | 708002      | 46,9%                  |
| 18        | Carolina del Sud             | 301302             | 402406                 | 703708      | 57,2%                  |
| 19        | Maryland                     | 599860             | 87189                  | 687049      | 12,7%                  |
| 20        | Iowa                         | 674913             | 0                      | 674913      | —                      |
| 21        | New Jersey                   | 672017             | 18                     | 672035      | 0,01%                  |
| 22        | Maine                        | 628279             | 0                      | 628279      | —                      |
| 23        | Texas                        | 421649             | 182566                 | 604215      | 30,2%                  |
| 24        | Connecticut                  | 460147             | 0                      | 460147      | —                      |
| 25        | Arkansas                     | 324335             | 111115                 | 435450      | 25,5%                  |
| 26        | California                   | 379994             | 0                      | 379994      | —                      |
| 27        | New Hampshire                | 326073             | 0                      | 326073      | —                      |
| 28        | Vermont                      | 315098             | 0                      | 315098      | —                      |
| 29        | Rhode Island                 | 174620             | 0                      | 174620      | —                      |
| 30        | Minnesota                    | 172023             | 0                      | 172023      | —                      |
| 31        | Florida                      | 78679              | 61745                  | 140424      | 44,0%                  |
| 32        | Delaware                     | 110418             | 1798                   | 112216      | 1,6%                   |
| 33        | Oregon                       | 52465              | 0                      | 52465       | —                      |
| —         | Territorio del Kansas        | 107204             | 2                      | 107206      | 0,01%                  |
| —         | Territorio del Nuovo Messico | 93516              | 0                      | 93516       | —                      |
| —         | Distretto di Columbia        | 71985              | 3185                   | 75080       | 4,4%                   |
| —         | Territorio dello Utah        | 40184              | 29                     | 40273       | 0,07%                  |
| —         | Territorio del Colorado      | 34277              | 0                      | 34277       | —                      |
| —         | Territorio del Nebraska      | 28826              | 15                     | 28841       | 0,01%                  |
| —         | Territorio di Washington     | 11594              | 0                      | 11594       | —                      |
| —         | Territorio del Nevada        | 6857               | 0                      | 6857        | —                      |
| —         | Territorio del Dakota        | 4837               | 0                      | 4837        | —                      |